# Isaac Tshibangu
Isaac Tshibangu Tshikuna (Kinsasa, RP del Congo, 17 de mayo de 2003) es un futbolista congoleño. Juega de extremo en el Baniyas Club de la UAE Pro League. Es internacional absoluto por la selección de la República Democrática del Congo desde 2019.

## Selección nacional
Tshibangu debutó por la selección de la RP del Congo el 18 de septiembre de 2019 en la derrota 2-1 ante Ruanda.

## Clubes
| Club          | País                            | Año           |
| ------------- | ------------------------------- | ------------- |
| Mazembe       | República Democrática del Congo | 2019-2021     |
| RSCA Futures  | Bélgica                         | 2021-2022     |
| Bandırmaspor  | Turquía                         | 2022          |
| Al-Nasr S. C. | Emiratos Árabes Unidos          | 2023-2024     |
| Baniyas Club  | Emiratos Árabes Unidos          | 2024-presente |